# Olschas Bektenow

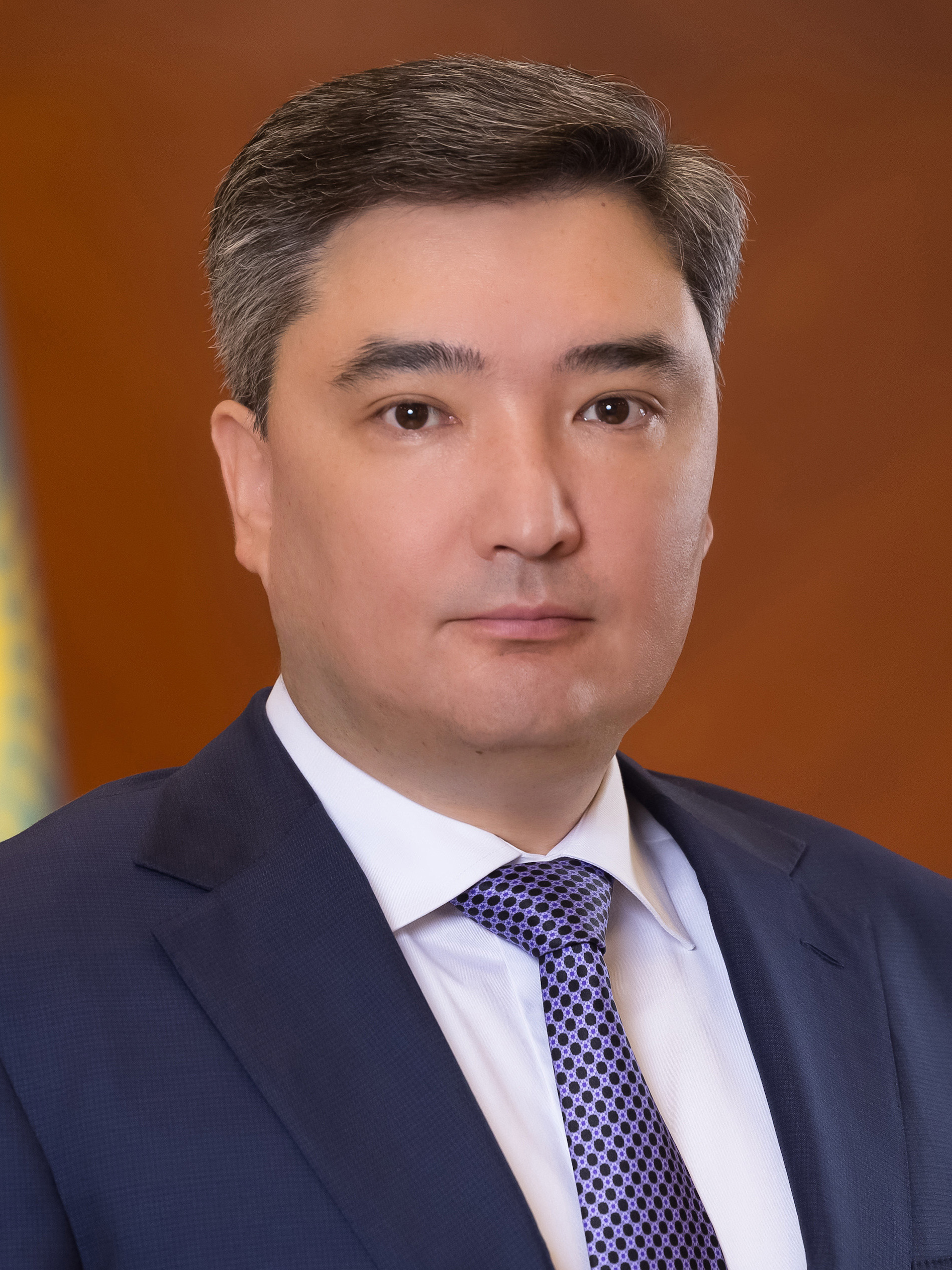
Olschas Bektenow (2024)

Olschas Abajuly Bektenow (kasachisch Олжас Абайұлы Бектенов Oljas Abaiūly Bektenov; * 13. Dezember 1980 in Almaty) ist ein kasachischer Politiker und seit Februar 2024 Premierminister des Landes.

## Werdegang
Bektenow schloss 2001 sein Jurastudium an der Kasachischen Staatlichen Rechtsakademie ab. Am 22. Oktober 2022 wurde er Generalleutnant des Antikorruptionsdienstes und vom 4. März 2023 an leitete er die Präsidialverwaltung. 2024 wurde er schließlich auf Vorschlag des Präsidenten Qassym-Schomart Toqajew vom Unterhaus Kasachstans zum Regierungschef gewählt, dessen Amt er am 6. Februar 2024 antrat. Er steht seitdem dem Kabinett Bektenow vor.

## Wirken
Bektenow traf sich am 21. April 2024 in Ankara mit dem türkischen Präsidenten Recep Tayyip Erdoğan, um über die Beziehungen der beiden Länder und den Gazakrieg zu sprechen.